# Rio Peel
O Rio Peel é um afluente do Rio Mackenzie em Yukon e Territórios do Noroeste no Canadá. Sua fonte está nas Montanhas Ogilvie na região central de Yukon na confluência do Rio Ogilvie com o Rio Blackstone.
O Rio Peel se une ao Mackenzie no Delta do Mackenzie. A Dempster Highway o cruza em Fort McPherson via balsa durante os meses de verão e ponte de gelo durante o inverno.